# Martin Niemöller
Friedrich Gustav Emil Martin Niemöller  (Lippstadt, 14 de gener de 1892 - Wiesbaden, 6 de març de 1984) va ser un pastor luterà alemany. Es va graduar com a oficial naval i durant la Primera Guerra Mundial va comandar un submarí. Després d'eixa guerra comandava el III Bataillon der Akademischen Wehr Münster que pertanyia a l'organització paramilitar del Freikorps al Ruhr i va participar en la repressió contra els comunistes. Entre 1919 i 1923 va estudiar teologia a Münster. Ja com a pastor va donar suport al principi de la política anticomunista, antisemita i alemany-nacionalista d'Adolf Hitler.
Finalment va rebutjar el nazisme el 1933 quan Hitler, en desplegament de la política totalitària d'homogenització, denominada oficialment Gleichschaltung, va imposar sobre les esglésies protestants el grup dels Deutsche Christen (cristians alemanys) que van unir 28 esglésies regionals entorn d'una denominada Església Evangèlica Alemanya (Deutsche Evangelische Kirche DEK), a la qual van acudir la majoria dels protestants alemanys. La DEK va imposar el «paràgraf ari» (Arierparagraph) que excloïa de l'església a tot creient amb avantpassats jueus.
Niemöller va fundar llavors junt amb Dietrich Bonhoeffer, l'Església Confessional (Bekennende Kirche), que es va oposar a la nazificació de les esglésies alemanyes. Per la seua oposició al control estatal nazi sobre les esglésies, Niemöller va ser arrestat l'1 de juliol de 1937 i condemnat el 2 de març de 1938 a set mesos de presó per un tribunal especial; com ja havia complert la condemna, a l'eixir va ser capturat per la Gestapo i va romandre retingut als camps de concentració de Sachsenhausen i Dachau, fins al 1945. Després, es va incorporar fins al final dels seus dies al moviment pacifista, va ser president del Consell Mundial d'Esglésies el 1961 i va exercir un paper important en la denúncia contra la guerra del Vietnam. El 1966 fou guardonat amb el Premi Lenin de la pau entre els pobles. Des de la dècada de 1980 és més conegut com a autor del poema «Quan els nazis vingueren pels comunistes».

## Quan els nazis vingueren ...
Va ser l'autor del famós text Quan els nazis vingueren…, que critica la inactivitat dels intel·lectuals alemanys després de l'arribada del nazisme al poder, i la purga i eliminació de diferents grups un rere l'altre. El text és molt conegut i citat com a model popular per a la descripció dels perills de l'apatia política. Erròniament aquest poema s'atribueix al dramaturg alemany Bertolt Brecht. De manera general es pot dir que tracta sobre les conseqüències de no resistir les tiranies ja des dels primers intents del seu establiment.
L'ordre exacte dels versos i de les paraules estan subjectes a disputa, ja que hi ha moltes versions, la majoria transmeses oralment. Martín Niemöller menciona que no es tractava originàriament d'un poema, sinó d'un sermó en la Setmana Santa de 1946 a Kaiserslautern, Alemanya, «Què haguera dit Jesucrist?».
| Original | Traducció |
| --- | --- |
| Als die Nazis die Kommunisten holten, habe ich geschwiegen; ich war ja kein Kommunist. Als sie die Sozialdemokraten einsperrten, habe ich geschwiegen; ich war ja kein Sozialdemokrat. Als sie die Gewerkschafter holten, habe ich nicht protestiert; ich war ja kein Gewerkschafter. Als sie die Juden holten, habe ich nicht protestiert; ich war ja kein Jude. Als sie mich holten, gab es keinen mehr, der protestieren konnte. | Quan els nazis vingueren pels comunistes, no vaig aixecar la veu. Jo no era pas comunista, Quan empresonaren els socialdemòcrates, no vaig aixecar la veu. Jo no era socialdemòcrata, Quan vingueren pels sindicalistes, no vaig aixecar la veu. Jo no era pas sindicalista, Quan vingueren rere els jueus, no vaig protestar, Jo no n'era, de jueu, Quan vingueren per mi. No quedava ningú, que pogués protestar. |